# Temognatha conspicillata
Temognatha conspicillata es una especie de escarabajo del género Temognatha, familia Buprestidae. Fue descrita científicamente por White en 1843.